# Lejonet och räven
Lejonet och räven är en antik fabel efter Aisopos.
Fabeln handlar om ett lejon som har blivit för gammalt och trött för att gå ut på jakt och istället stannade kvar i sin grotta och låtsades vara sjukt. Då vågade alla möjliga djur sig in till grottan för att se efter hur det stod till med lejonet. Då rusade plötsligt lejonet upp, bet ihjäl sin besökare, och var på detta sätt aldrig utan mat.
En dag kom en räv förbi för att titta till lejonet, men han gick aldrig in till lejonet, inte ens när lejonet vänligen bjöd in räven till sin grotta. Räven svarade då att det kanske han skulle ha gjort om han inte hade lagt märke till alla fotspår som ledde in till grottan, men inga som ledde ut igen.
Fabelns sensmoral är "spåren förskräcker". I Horatius återberättelse av fabeln heter det vestigia terrent.